# Otto Bauer (Tiermediziner)
Otto Julius Heinrich Emil Bauer (* 31. August 1874 in Mühlhausen; † 11. Oktober 1946 in Braunschweig) war ein deutscher Generalveterinär der Wehrmacht.

## Leben
Otto Bauer wurde 1899 Unterveterinär und bis 16. Februar 1918 zum Oberstabsveterinär befördert. 1913 war er à la suite im 3. Garde-Ulanen-Regiment in Potsdam. Später wurde er Vorstand der Gasabteilung des Veterinärdepots bei der Militär-Veterinär-Akademie. 1915 erhielt er das Eiserne Kreuz und kam zum Reserve-Garde-Dragoner-Regiment. Später war er Regimentsveterinär im Infanterie-Regiment 12.
1920 promovierte er in Berlin mit dem Thema Der Gasschutz der Tiere gegen Kampfgasvergiftungen im Weltkriege 1914–1918.
Nach dem Krieg diente er in der Reichswehr. Ab 1. Mai 1923 Oberstabsveterinär war er ab 1928 Vorstand der Militärischen Lehrschmiede in Berlin und wurde am 31. Dezember 1928 mit dem Dienstgrad Generalveterinär aus der Armee verabschiedet.
Am 26. August 1939 wurde er als Oberstveterinär zur Verfügung gestellt, wurde Führer des Heimat-Pferdelazaretts 11 und zugleich geschäftsführender Korpsveterinär des stellvertretenden Generalkommandos XI. Armeekorps. Ab 1944 war er dort Korpsveterinär und wurde am 1. Juni 1944 zum Generalveterinär z. V. befördert.

## Schriften (Auswahl)
- Untersuchungen über Sommerwunden. In: Zeitschrift für Veterinärkunde, 1917, S. 1–9.
- Die Behandlung der Pferderäude mit Schwefligsäureanhydrid. In: Zeitschrift für Veterinärkunde, 1918, S. 337–351.